# Cangur rata de peus llargs
El cangur rata de peus llargs (Potorous longipes) és una espècie de Potorous que viu al sud-est d'Austràlia, en una petita àrea al voltant de la frontera costanera entre Nova Gal·les del Sud i Victòria. Fou descobert el 1967 quan un mascle adult quedà atrapat en una trampa per gossos al bosc del sud-oest de Bonang (Victòria). És classificat com a espècie amenaçada.